# تركستان

علم تُركِستان

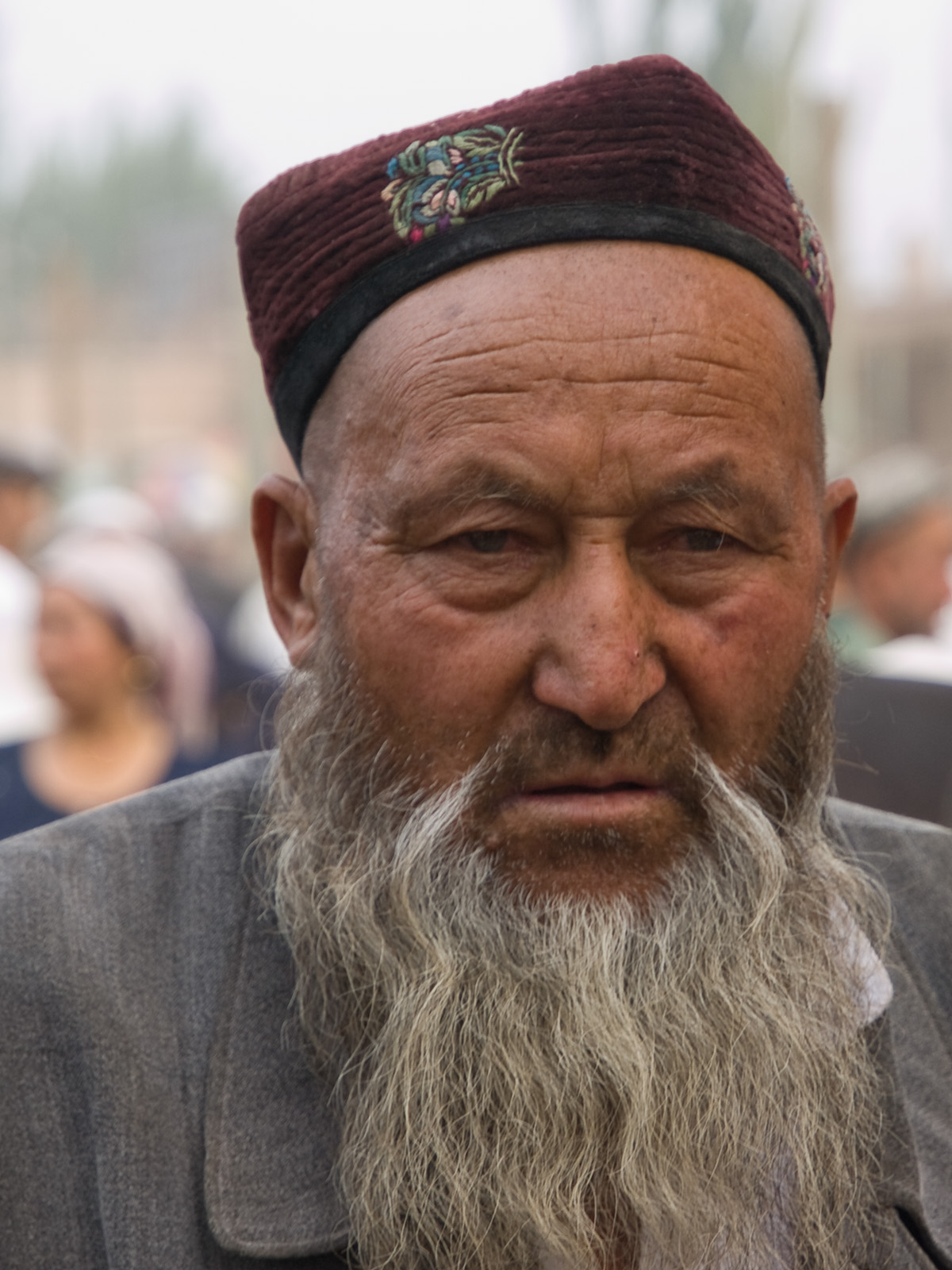
رجل من الأويغور في قشغر (تُركِستان الشرقية)

تُركِستان أَو بِلَادِ التُّركِ (بالروسية: Туркестан، بالفارسية: تركستان، بالتركية: Türkistan، بالاويغورية: تۈركى ستان، بالأوزبكية: Turkiston، بالكازاخية: Түркістан) هي منطقة واسعة في آسيا الوسطى تجعل منها الجبال التي في وسطها تنقسم إلى قسمين تركستان الشرقية وتُركِستان الغربية، أما تُركِستان الشرقية فقد قامت الصين باحتلالها وتغيير اسمها لتصبح شينجيانغ وتعني بالعربية المستعمرة الجديدة، أما تُركِستان الغربية فتشمل خمسة جمهوريات مسلمة استقلت حديثًا عقب انهيار الاتحاد السوفيتي، وهي جمهوريات كازاخستان وأوزبكستان وتركمانستان وقيرغيزستان وطاجيكستان .

## أصل التسمية
تركستان مصطلح فارسي تاريخي يتكون من مقطعين: ‘ترك’ و’ستان’ ويعني أرض الترك.

## التاريخ

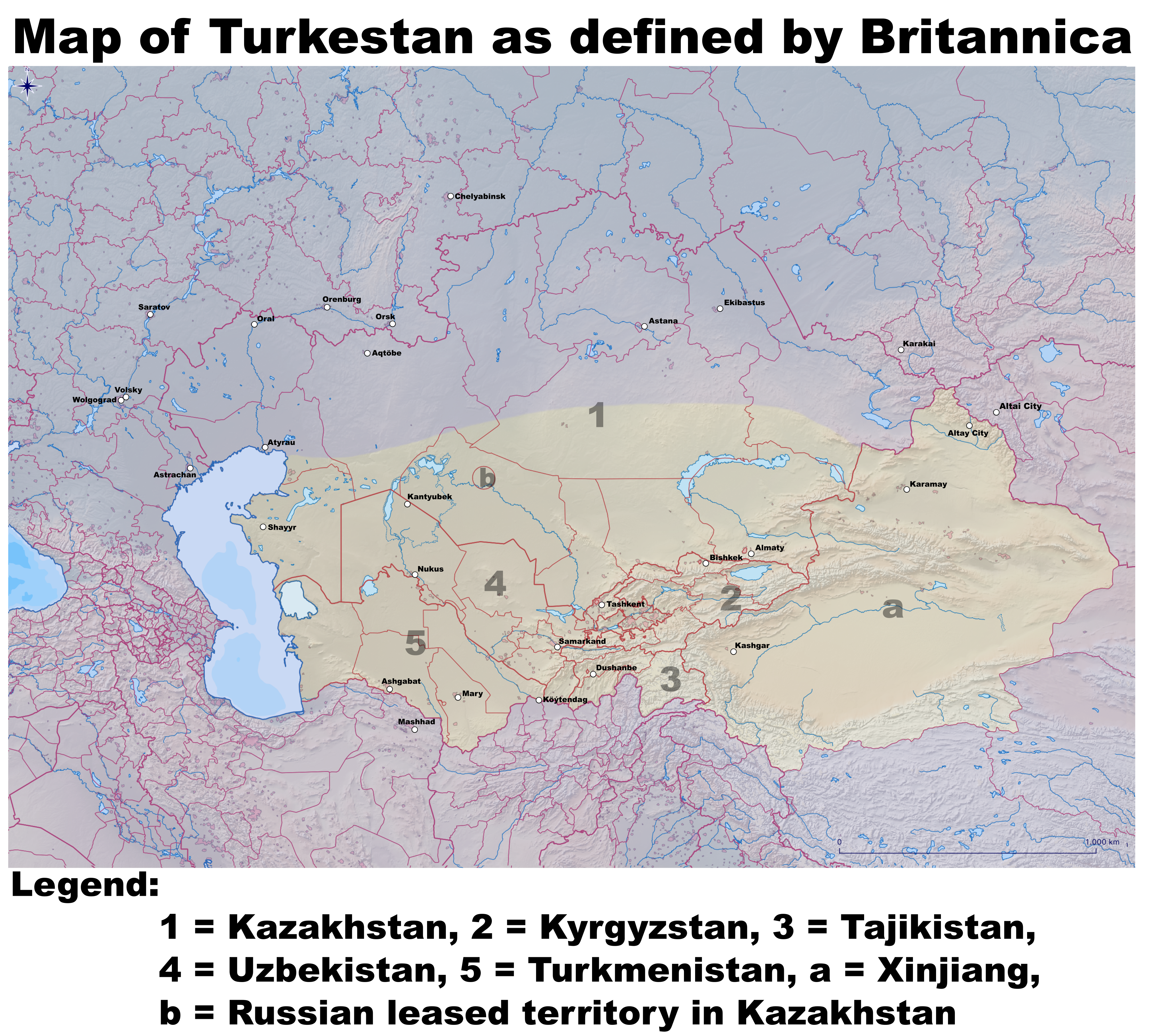
خريطة تركستان مع حدود الدولة الحديثة

تضرب جذور الإسلام عميقة في بلاد التركستان فهي بلاد إسلامية منذ الفتوحات الإسلامية لها على أيدي القادة العظام أمثال قتيبة بن مسلم الباهلي 88-96 هجرية الذي ما أن فرغ من توطيد أركان الإسلام في التركستان الغربية حتى بادر إلى تركستان الشرقية وفتح بعض أجزائها ومن بعده بدأت ثمار الاتصال الحضاري بين الإسلام والحضارات الأخرى الموجودة بالمنطقة وكان أن تحول التركستانيون إلى الإسلام تحت قيادة زعيمهم ستوق بغراخان خاقان الامبراطورية القراخانية عام 323 هــ 943 م وكان إسلام هذا الزعيم الكبير نتيجة للجهود الدعوية الخيرة وقد اسلم معه أكثر من مائتي ألف خيمة (عائلة) أي ما يقارب مليون نسمة تقريبا وقد ضربت النقود باسم هارون بغراخان حفيد ستوق بغراخان ووسع رقعة مملكته فشملت أجزاء من التركستان الغربية كما أرتقت البلاد في عهده في النواحي الحضارية المختلفة وكتبت اللغة التركستانية باللهجة الايغورية لأول مرة بالحرف العربي وكانت أوقاف المدارس تشكل خمس الأرض الزراعية وقد تلقب هارون بن موسى هذا بلقب شهاب الدولة وظهير الدعوة ونقش هذا اللقب على النقود التي سكت في عهده سنة 332 هـ 992 م ولعب القراخانيون المسلمون هؤلاء دورا هاما في نشر الإسلام بين القبائل غير المسلمة ففي سنة 435 هـ 1043 م استطاعوا استمالة أكثر من عشرة آلاف خيمة من خيام القرغيز إلى الإسلام وأظهروا الخضوع للخليفة العباسي وضربوا العملة باسم الخليفة القادر ودعوا له على منابر بلادهم وعرفت قبائل القرلوق وهم قبائل تركمانية بانهم كانوا من اوائل القبائل التركستانية الشرقية في الدخول إلى الإسلام ومن بعدهم عرفت القبائل التغزغز والغز السلاجقة والعثمانيون بوقوفهم القوي مع الإسلام وكانت فتوحاتهم الواسعة في الأراضي التابعة للدولة الرومانية هي التي أعادت تشكيل اجزاء واسعة من خريطة الشرق الاوسط وتركيا الحديثة فيما بعد في التاريخ الوسيط ومع ذلك فقد كانت أجزاء أخرى من البلاد لا تزال في الوثنية تحارب الدعوة الإسلامية وتناصبها العداء بدعم من الصينيين ومن أشهر تلك القبائل الكورخانيون (الدولة الكورخانية) ويسمون أيضا الخطل أو القراخطائيون وكان من أبرز زعماء المسلمين الذين تصدوا لهذه القبائل التركية غير المسلمة السلطان علاء الدين محمد الخوارزمي الذي انتصر عليهم في بعض المعارك ومن أشهر المعارك الفاصلة بين الأتراك المسلمين وغيرا لمسلمين «موقعة طراز» وهي المدينة التي انتصر على أبوابها القائد المسلم زياد بن صالح 134 هـ 751 م وساندت الإمبراطورية الصينية الأتراك غير المسلمين بجحافل من القوات الصينية غير أن هزيمتهم وقتل أكثر من خمسين ألف صيني وأسر أكثر من عشرين ألفا منهم أنهى التدخل الصيني نهائيا بين الأتراك.
لقد كان للسامانيين الذين قد حكموا منطقة اسيا الوسطى وإيران وشمال أفغانستان دور كبير في تثبيت دعائم الإسلام في التركستان الشرقية وكما يقول الدكتور حسن أحمد محمود في كتابه الإسلام في اسيا الوسطى " والدور الخالد الذي قام به السامانيون ليس هو الجهاد فحسب وانما كسبهم عالم الاتراك الشرقيين للحضارة الإسلامية، لقد كان السامانيون يطبقون سياسة الجهاد بالسيف من ناحية (لاخضاع القوة المعادية) والتبشير السلمي من ناحية أخرى، فقد نشطت مدارس وجامعات بخارى وسمرقند وفرغانة في دعم العمل الدعوي بالعلماء المتفرغين للدعوة إلى الإسلام وذلك في اوج نشاطها في القرن الرابع الهجري الذي كان بحق عصر الدعوة الإسلامية الذهبي بين الاتراك الشرقيين وكان لحرص الخلفاء الراشدون والخلفاء من بعدهم وخصوصا في الدولة العباسية على اشراك أهل البلاد المفتوحة في إدارة شئون بلادهم وتأكيد وجوب معاملتهم معاملة عادلة أدى إلى دخول تلك الامم في الإسلام افواجا في الإسلام وانخرط ابنائهم في شتى مجالات الحياة الفاعلة فكان منهم الجنود وكبار القادة والحكام العظام ولم ينصرم عهد الصحابة رضوان الله عليهم إلاّ وكان الموالي هم اساتذة العلم والدين يتصدرون مجالس الافتاء والدرس والقضاء فكان نصيب الاتراك الغربيين خاصة والاتراك الشرقيين أيضا نصيب كبير من ذلك الفضل العظيم فظهر منهم مشاهير العلم النبوي الشريف وعلوم الحضارة الإسلامية المختلفة امثال البخاري والترمذي والبيهقي والفارابي وابن سينا ومحمد بن موسى الخوارزمي وأبو الريحان البيروني والزمخشري وأبو الليث السمرقندي وأبو منصور الماتريدي ومحمد بن الحسين الفارقي المشهور بابن نباتة والإمام الداعية أحمد اليسوي والامام الزاهد المحدث عبد الله بن مبارك ومواطنه الفضيل بن عياض والإمام المحدث سفيان الثوري واخرين لاحصر لهم خدموا الحضارة الإسلامية واصبحوا من أعلامها الكبار.

## الجغرافيا

### تركستان الغربية

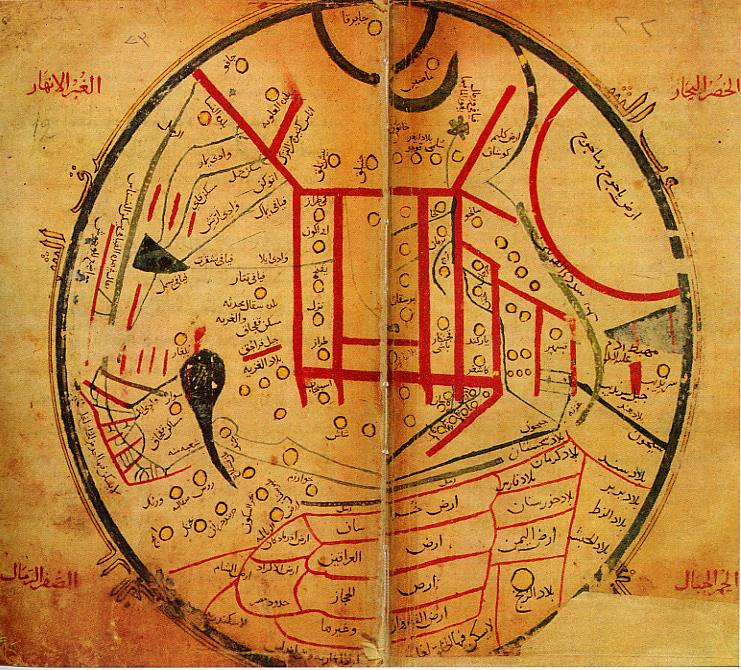
خريطة لقبائل الترك في كتابه ديوان لغات الترك.

تشكل أرض التركستان الغربية منطقة تمتد بين جبال أورال في الشمال، وجبال هندكوش وبامير في الجنوب، وجبال تيان شان في الشرق، وبحر الخزر “قزوين” في الغرب. وتسكن هذه المنطقة عدد من القبائل التركية هي:
- - الكازاخ والقيرغيز: وينتشرون في المنطقة الممتدة من بحر قزوين إلى جبال تيان شان.
- - التركمان: وهم يسكنون في المنطقة الممتدة بين بحر قزوين والحدود الشرقية لإيران.
- - الأوزبك: كان مسكنهم الأصلي ما بين الحوض الأدنى لنهر الفولجا حتى بحر الأورال، ويمتدون اليوم حتى وادي فرغانة.

### تركستان الشرقية
تنحصر تركستان الشرقية بين خطي عرض 36 و48 شمالاً وخطي طول 75 و98 شرقاً، وتقع في منطقة الجو المعتدل إلى المعتدل البارد، وهي في أقصى شرق العالم الإسلامي، وهي تقع في غرب وشمال غرب الصين الشيوعية، ويحدها من الجنوب التبت، وكشمير، ومن الشرق الصين الشيوعية، ومن الشمال منغوليا، ومن الغرب كازاخستان وقيرغيزستان وطاجيكستان، ومساحتها حوالي 1,664,900 كيلو متر مربع.
ويعمل السكان بالزراعة حول حوض تاريم، وعلى سفوح الجبال، وعاصمتها مدينة أورومتشي، ومن مدنها قشقر “كاشغر” وتسمى بخارى الصغرى لكثرة علمائها، وبها أيضاً خوتان، وياركند. ويتكلم سكانها اللغة التركية، واللغة المفروضة عليهم من قبل المحتل وهي الصينية. وقد كان عدد السكان قبل الاحتلال الصيني 15 مليون نسمة، أما اليوم فعددهم قد تناقص إلى 8 ملايين نسمة.
وسكان تركستان الشرقية غالبيتهم العظمى من الأويغور، وتتواجد بها أيضاً عدد من القبائل التركية مثل الكازاخ والقرغيز والأوزبك والتتار وعدد من الطاجيك، وفي ظل ظهور الصين كقوة عالمية يرزح أبناء هذا الشعب تحت وطأة التخلف والفقر، عدا عن عملية التذويب العرقي، والتي تقوم على تهجير الأويغور إلى الصين الداخلية بحجة فرص العمل، وتوريد الصينيين وتوطينهم في تركستان، وأدى ذلك إلى تناقص نسبة الأويغور في الإقليم من 82٪ إلى 50٪ أو حتى 40٪.